# Гленко (Огайо)
Гленко (англ. Glencoe) — переписна місцевість (CDP) в США, в окрузі Бельмонт штату Огайо. Населення — 264 особи (2020).

## Географія
Гленко розташоване за координатами 40°0′47″ пн. ш. 80°52′58″ зх. д. / 40.01306° пн. ш. 80.88278° зх. д. (40.013159, -80.882863).  За даними Бюро перепису населення США в 2010 році переписна місцевість мала площу 3,19 км², з яких 3,17 км² — суходіл та 0,03 км² — водойми.

## Демографія
Згідно з переписом 2010 року, у переписній місцевості мешкало 310 осіб у 119 домогосподарствах у складі 78 родин. Густота населення становила 97 осіб/км².  Було 138 помешкань (43/км²).
Расовий склад населення:
| - 98,7 % — білих - 0,3 % — азіатів - 1,0 % — осіб інших рас |

До двох чи більше рас належало 0,0 %. Частка іспаномовних становила 1,3 % від усіх жителів.
За віковим діапазоном населення розподілялося таким чином: 24,2 % — особи молодші 18 років, 62,9 % — особи у віці 18—64 років, 12,9 % — особи у віці 65 років та старші. Медіана віку мешканця становила 39,8 року. На 100 осіб жіночої статі у переписній місцевості припадало 109,5 чоловіків;  на 100 жінок у віці від 18 років та старших — 95,8 чоловіків також старших 18 років.
Середній дохід на одне домашнє господарство  становив 47 347 доларів США (медіана — 40 530), а середній дохід на одну сім'ю — 51 194 долари (медіана — 41 591). За межею бідності перебувало 22,1 % осіб, у тому числі 0,0 % дітей у віці до 18 років та 0,0 % осіб у віці 65 років та старших.
Цивільне працевлаштоване населення становило 172 особи. Основні галузі зайнятості: роздрібна торгівля — 36,6 %, освіта, охорона здоров'я та соціальна допомога — 20,9 %, виробництво — 19,8 %, транспорт — 19,2 %.